# The Journey (álbum de 911)
The Journey es el álbum de estudio debut de la boy band inglesa 911. Publicado en Reino Unido a través de EMI el 8 de marzo de 1997, posicionándose en el #13 del UK Albums Chart y pasó 17 semanas en el top 40. Sin embargo, el álbum tuvo inmensa popular en Asia, en donde llegó a los listados de Malasia y obtuvo doce certificados Platino. También alcanzó la posición #6 en Taiwán. The Journey contiene la canción insignia «Bodyshakin'».

## Recepción
Peter Fawthorp de Allmusic dijo lo siguiente acerca del álbum; "Es emocionante pensar en toda la educación que se podría aprender si las boy bands de todo el mundo añaden un poco de sabor a su música. En lugar de pitos y acordeones estaño irlandeses y gaitas escocesas, obtenemos el denominador común de los 80 / Euro sintetizado de música pop estadounidense, aunque levantadas por "calidad de producción de los 90 y ligeros restos de acentos. Ellos [911] parecen haber tenido mucha diversión como los Backstreet Boys -- y para que conste, han existido al igual que siempre. Una libra de pretzels no pudo ahogar el sabor del azúcar que burbujea de The Journey, y si bien no hay nada original o espectacular por encontrar, la banda merece el crédito para empaquetar el álbum con tanto regocijo como sea humanamente posible. Si no tarareas «Love Sensation» eres muy estirado. Si al menos no reiste con «Bodyshakin'», eres muy seco. Y si confundiste la versión de «Rhythm of the Night» por la versión original (de DeBarge) y sentiste la necesidad de bailar.... bueno, nadie está mirando".

## Lista de canciones
- Edición estándar

| CD  |                        |          |  |
| N.º | Título                 | Duración |  |
| 1.  | «Don't Make Me Wait»   | 04:21    |  |
| 2.  | «Bodyshakin'»          | 03:47    |  |
| 3.  | «Can't Stop»           | 04:07    |  |
| 4.  | «The Day We Find Love» | 04:52    |  |
| 5.  | «Our Last Goodbye»     | 04:37    |  |
| 6.  | «Night to Remember»    | 04:00    |  |
| 7.  | «Take Good Care»       | 04:12    |  |
| 8.  | «Love Sensation»       | 03:43    |  |
| 9.  | «One More Try»         | 04:32    |  |
| 10. | «The Swing»            | 04:13    |  |
| 11. | «Rhythm of the Night»  | 03:42    |  |
| 12. | «The Journey»          | 04:47    |  |

- Bonus tracks

| CD  |                                       |          |  |
| N.º | Título                                | Duración |  |
| 13. | «Bodyshakin'» (Ankorhead Mix)         |          |  |
| 14. | «Love Sensation» (One World Mix)      |          |  |
| 15. | «The Journey» (Dance Mix)             |          |  |
| 16. | «Don't Make Me Wait» (Top-tastic Mix) |          |  |

## Posicionamiento
| Listas (1997)          | Posición |
| ---------------------- | -------- |
| Malaysian Albums Chart | 1        |
| Taiwan Albums Chart    | 6        |
| UK Albums (OCC)        | 13       |